# Diplycosia lorentzii
Diplycosia lorentzii är en ljungväxtart som beskrevs av Koorders. Diplycosia lorentzii ingår i släktet Diplycosia och familjen ljungväxter. Inga underarter finns listade i Catalogue of Life.